# Hot Space Tour
Tournées par Queen
The Game Tour 
 (1980-81) The Works Tour 
 (1984-85)
Le Hot Space Tour est une tournée du groupe britannique Queen organisée en 1982 en promotion de l'album Hot Space. Elle compte 69 concerts donnés au total,.

## Dates de la tournée
| 9 avril 1982      | Göteborg        | Suède                | Scandinavium                          |
| 10 avril 1982     | Stockholm       | Suède                | Johanneshovs Isstadion                |
| 12 avril 1982     | Oslo            | Norvège              | Drammenshallen                        |
| 16 avril 1982     | Zurich          | Suisse               | Hallenstadion                         |
| 17 avril 1982     | Zurich          | Suisse               | Hallenstadion                         |
| 19 avril 1982     | Paris           | France               | Palais des sports                     |
| 20 avril 1982     | Lyon            | France               | Palais des sports                     |
| 22 avril 1982     | Bruxelles       | Belgique             | Forest National                       |
| 23 avril 1982     | Bruxelles       | Belgique             | Forest National                       |
| 24 avril 1982     | Leyde           | Pays-Bas             | Groenoordhallen                       |
| 25 avril 1982     | Leyde           | Pays-Bas             | Groenoordhallen                       |
| 28 avril 1982     | Francfort       | Allemagne de l'Ouest | Festhalle                             |
| 1er mai 1982      | Dortmund        | Allemagne de l'Ouest | Westfalenhallen                       |
| 3 mai 1982        | Paris - St Ouen | France               | Palais des sports                     |
| 5 mai 1982        | Hanovre         | Allemagne de l'Ouest | Eilenriedehalle                       |
| 6 mai 1982        | Cologne         | Allemagne de l'Ouest | Sporthalle                            |
| 7 mai 1982        | Cologne         | Allemagne de l'Ouest | Sporthalle                            |
| 9 mai 1982        | Wurtzbourg      | Allemagne de l'Ouest | Carl-Diem-Halle                       |
| 10 mai 1982       | Stuttgart       | Allemagne de l'Ouest | Sporthalle                            |
| 12 mai 1982       | Vienne          | Autriche             | Wiener Stadthalle                     |
| 13 mai 1982       | Vienne          | Autriche             | Wiener Stadthalle                     |
| 15 mai 1982       | Berlin          | Allemagne de l'Ouest | Waldbühne                             |
| 16 mai 1982       | Hambourg        | Allemagne de l'Ouest | Ernst-Merck-Halle                     |
| 18 mai 1982       | Cassel          | Allemagne de l'Ouest | Eissporthalle Kassel                  |
| 21 mai 1982       | Munich          | Allemagne de l'Ouest | Olympiahalle                          |
| 22 mai 1982       | Munich          | Allemagne de l'Ouest | Olympiahalle                          |
| 29 mai 1982       | Leeds           | Angleterre           | Elland Road                           |
| 1er juin 1982     | Édimbourg       | Écosse               | Royal Highland Showground             |
| 2 juin 1982       | Édimbourg       | Écosse               | Royal Highland Showground             |
| 5 juin 1982       | Milton Keynes   | Angleterre           | Milton Keynes National Bowl           |
| Amérique du Nord  |                 |                      |                                       |
| 21 juillet 1982   | Montréal        | Canada               | Forum                                 |
| 23 juillet 1982   | Boston          | États-Unis           | Boston Garden                         |
| 24 juillet 1982   | Philadelphie    | États-Unis           | Spectrum                              |
| 25 juillet 1982   | Washington      | États-Unis           | Capital Centre                        |
| 27 juillet 1982   | New York        | États-Unis           | Madison Square Garden                 |
| 28 juillet 1982   | New York        | États-Unis           | Madison Square Garden                 |
| 31 juillet 1982   | Cleveland       | États-Unis           | Richfield Coliseum                    |
| 2 août 1982       | Toronto         | Canada               | Maple Leaf Gardens                    |
| 3 août 1982       | Toronto         | Canada               | Maple Leaf Gardens                    |
| 5 août 1982       | Indianapolis    | États-Unis           | Market Square Arena                   |
| 6 août 1982       | Détroit         | États-Unis           | Joe Louis Arena                       |
| 7 août 1982       | Cincinnati      | États-Unis           | Riverfront Coliseum                   |
| 9 août 1982       | East Rutherford | États-Unis           | Brendan Byrne Arena                   |
| 10 août 1982      | New Haven       | États-Unis           | New Haven Coliseum                    |
| 13 août 1982      | Chicago         | États-Unis           | Poplar Creek Music Theater            |
| 14 août 1982      | Chicago         | États-Unis           | Poplar Creek Music Theater            |
| 15 août 1982      | Saint Paul      | États-Unis           | St. Paul Civic Center                 |
| 19 août 1982      | Biloxi          | États-Unis           | Mississippi Coast Coliseum            |
| 20 août 1982      | Houston         | États-Unis           | The Summit                            |
| 21 août 1982      | Dallas          | États-Unis           | Reunion Arena                         |
| 24 août 1982      | Atlanta         | États-Unis           | Omni Coliseum                         |
| 27 août 1982      | Oklahoma City   | États-Unis           | MCC Arena                             |
| 28 août 1982      | Kansas City     | États-Unis           | Kemper Arena                          |
| 30 août 1982      | Denver          | États-Unis           | McNichols Sports Arena                |
| 2 septembre 1982  | Portland        | États-Unis           | Memorial Coliseum                     |
| 3 septembre 1982  | Seattle         | États-Unis           | Seattle Center Coliseum               |
| 4 septembre 1982  | Vancouver       | Canada               | Pacific Coliseum                      |
| 7 septembre 1982  | Oakland         | États-Unis           | Oakland–Alameda County Coliseum Arena |
| 10 septembre 1982 | Phoenix         | États-Unis           | Arizona Veterans Memorial Coliseum    |
| 11 septembre 1982 | Irvine          | États-Unis           | Irvine Meadows Amphitheatre           |
| 12 septembre 1982 | Irvine          | États-Unis           | Irvine Meadows Amphitheatre           |
| 14 septembre 1982 | Los Angeles     | États-Unis           | The Forum                             |
| 15 septembre 1982 | Los Angeles     | États-Unis           | The Forum                             |
| Asie              |                 |                      |                                       |
| 19 octobre 1982   | Fukuoka         | Japon                | Fukuoka Kyuden Kinen Gymnasium        |
| 20 octobre 1982   | Fukuoka         | Japon                | Fukuoka Kyuden Kinen Gymnasium        |
| 24 octobre 1982   | Nishinomiya     | Japon                | Hankyu Nishinomiya Stadium            |
| 26 octobre 1982   | Nagoya          | Japon                | Portmesse Nagoya                      |
| 29 octobre 1982   | Sapporo         | Japon                | Tsukisamu Dome                        |
| 3 novembre 1982   | Tokorozawa      | Japon                | Seibu Lions Stadium                   |